# Лойд в космоса
Лойд в космоса (на английски: Lloyd in Space) е американски анимационен сериал, излъчването му е от 3 февруари 2001 г. до 27 февруари 2004 г. Създателите на „Голямото междучасие“ са Джо Ансолабихиър и Пол Джърмейн.

## „Лойд в космоса“ В България
В България сериалът все още не е закупен от никаква телевизия.